# 萊亨費爾德冰川
77°55′S 34°15′W / 77.917°S 34.250°W
萊亨費爾德冰川是南極洲的冰川，流經貝特拉布冰原島峰和利特伍德冰原島峰，最終與施韋策冰川匯流，由德國的探險隊發現。